# خیابان سی متری نیروی هوایی
خیابان سی متری نیروی هوایی با شماره معبر خیابان ۳۴۱ تهران یکی از خیابان های تهران است که جهت شمالی-جنوب دارد. این خیابان که در شرق تهران واقع شده است، از چهارراه پل آغاز شده و به میدان کلاهدوز منتهی می‌شود.
این خیابان یکی از اصلی‌ترین و مهم‌ترین خیابان‌های تهران است که در شرق در منطقه ۱۳ قرار دارد. محله‌های تهران نو، امامت، شورا، نیروی هوایی، از محلات واقع شده در خیابان سی متری هستند. خط سه اتوبوس‌های تندرو تهران، که دانشگاه علم و صنعت را به پایانه خاوران متصل می‌کند از این خیابان عبور می‌کند.

## تقاطع ها
| از شمال به جنوب           | از شمال به جنوب                       | از شمال به جنوب |
| ------------------------- | ------------------------------------- | --------------- |
| چهارراه پل                | خیابان دماوند مسیل باختر مسیل منوچهری |                 |
|                           | خیابان جلیل خوب                       |                 |
|                           | خیابان امامت                          |                 |
| چهارراه بصیر              | خیابان ۶/۳۷ خیابان ۷/۳۷               |                 |
| BRT 3 ایستگاه نیروی هوایی |                                       |                 |
|                           | خیابان ۶/۳۰ خیابان ۷/۳۰               |                 |
| BRT 3 ایستگاه پیروزی      |                                       |                 |
|                           | مسیل براری مسیل منوچهری               |                 |
|                           | خیابان پیروزی                         |                 |
| میدان کلاهدوز             | بزرگراه بسیج                          |                 |
| از جنوب به شمال           |                                       |                 |

## منبع
1. ↑  «دو طرفه شدن خیابان سی‌متری نیروی هوایی». خبرگزاری مهر. ۱۳۹۸-۱۲-۲۵.‏
2. ↑  «دو طرفه شدن خیابان سی‌متری نیروی هوایی». همشهری آنلاین. ۱۳۹۸-۱۲-۲۴.‏
3. ↑  «آغاز طرح بهسازی ترافیکی خیابان سی متری نیروی هوایی در منطقه ۱۳». شهر. ۱۴۰۰-۱۱-۱۰.‏
4. ↑  «ساماندهی محور سی‌متری نیروی هوایی در راستای طرح الگوی خدمت». شهر. ۱۴۰۳-۰۴-۳۰.‏